# DAV Panorama
Das DAV Panorama ist das Magazin des Deutschen Alpenvereins (DAV) für seine Mitglieder. Mit einer regelmäßigen Gesamtauflage von circa 700.000 Exemplaren bezeichnet es sich selbst als „Europas größtes Alpin- und Outdoor-Magazin“.

## Inhalt
Das Magazin DAV Panorama ist zum einen Mitteilungsblatt für die rund 1,4 Millionen Mitglieder des Deutschen Alpenvereins, zum anderen berichtet es über eine breite Palette von Themen aus der Welt des Alpinismus. Schwerpunkt des Magazins sind Reportagen über Berge und Gebirgsgegenden vorwiegend in den Alpen und auch in anderen Hochgebirgen der Welt. Berichtet wird in DAV Panorama unter anderem über Techniken und Ausrüstungen zum Bergsteigen und Klettern und auch zum Bergwandern. Weitere Themen sind Sicherheit und Gesundheit, zudem wird über aktuelle Geschehnisse in der Bergsportszene, über Expeditionen und über Naturschutzprojekte berichtet. Zugleich spiegelt das Magazin die Aktivitäten des Deutschen Alpenvereins und seiner über 350 Sektionen wider. Sämtliche Ausgaben des Panorama-Magazins sind im Internet zurückreichend bis zum Jahr 2000 auf der Website des Deutschen Alpenvereins verfügbar und auch per App mobil abrufbar.
Verantwortlicher Redakteur der Mitgliederzeitschrift DAV Panorama ist seit 2007 Georg Hohenester. Er war zuvor sieben Jahre als Redakteur des DAV Panorama tätig.
Nach einem Beschluss der DAV-Hauptversammlung vom November 2023 erscheint das Magazin seit Januar 2025 nur noch viermal im Jahr.